# Llista de refugis d'Andorra

Mapa amb alguns refugis importants d'Andorra

Els refugis d'Andorra són allotjaments destinats als excursionistes situats en llocs de gran bellesa o al costat d'estanys i amb una distribució força àmplia dins el territori. Malgrat no ser vigilats, són de construcció sòlida i són netejats i pintats regularment. Pràcticament tots disposen de llar de foc, lliteres, taula i tenen aigua i llenya pels voltants. Molts refugis tenen una capacitat de 4 a 10 persones, amb una part tancada per als pastors, encara que n'hi ha que poden acollir entre 20 i 60 persones. Generalment, l'accés es fa a peu i es troben a una altitud considerable.
Els refugis estan oberts tot l'any i són gratuïts. No obstant això, el manteniment (neteja, llenya, farmaciola...) es fa més freqüentment durant els mesos d'estiu i són competència del Ministeri de Medi Ambient, que en garanteix l'habitabilitat.
Els únics refugis que no són lliures i que admeten reserves i ofereixen serveis més complets a l'excursionista (com ara restauració), són el de Comapedrosa, el de Cortals de Sispony, el refugi de Juclar (des de l'any 2009), el refugi de Sorteny (des de desembre de 2013), i el refugi de l'Illa (des de l'any 2017).
La xarxa de refugis d'Andorra comprèn els refugis reconeguts pel Govern d'Andorra, d'altres que no són reconeguts però són molt utilitzats, i algunes cabanes en prou bon estat per a ser utilitzades com a refugi improvisat. Aquests refugis i cabanes i la seva localització són les següents:
| Refugi                            | Altura  | Tipologia | Parròquia           | Coorden.                                                      | Imatge |
| --------------------------------- | ------- | --------- | ------------------- | ------------------------------------------------------------- | ------ |
| Refugi de l'Angonella             | 2235 m. | lliure    | Ordino              | 42° 36′ 28.58″ N, 01° 29′ 45.85″ E / 42.6079389°N,1.4960694°E |        |
| Cabana de Banyell                 | 2110 m. | precari   | Ordino              | 42° 38′ 45.01″ N, 01° 33′ 27.72″ E / 42.6458361°N,1.5577000°E |        |
| Refugi de Besali                  | 2150 m. | lliure    | Ordino              | 42° 37′ 44.77″ N, 01° 32′ 14.89″ E / 42.6291028°N,1.5374694°E |        |
| Refugi de Sorteny                 | 1980 m. | guardat   | Ordino              | 42° 37′ 21.68″ N, 01° 33′ 50.90″ E / 42.6226889°N,1.5641389°E |        |
| Refugi de Cabana Sorda            | 2250 m. | lliure    | Canillo             | 42° 36′ 41.36″ N, 01° 40′ 20.41″ E / 42.6114889°N,1.6723361°E |        |
| Cabana del Castellar              | 1867 m. | precari   | Ordino              | 42° 38′ 00.34″ N, 01° 30′ 39.51″ E / 42.6334278°N,1.5109750°E |        |
| Cabana de Claror                  | 2119 m. | precari   | Escaldes-Engordany  | 42° 28′ 32.27″ N, 01° 34′ 04.35″ E / 42.4756306°N,1.5678750°E |        |
| Refugi de Claror                  | 2250 m. | lliure    | Escaldes-Engordany  | 42° 28′ 12.42″ N, 01° 33′ 50.13″ E / 42.4701167°N,1.5639250°E |        |
| Refugi de Coma Obaga              | 2010 m. | lliure    | Ordino              | 42° 36′ 24.42″ N, 01° 33′ 01.92″ E / 42.6067833°N,1.5505333°E |        |
| Cabana de Coma Pedrosa            | 2213 m. | precari   | La Massana          | 42° 34′ 52.92″ N, 01° 26′ 48.50″ E / 42.5813667°N,1.4468056°E |        |
| Refugi de Coma Pedrosa            | 2260 m. | guardat   | La Massana          | 42° 34′ 44.57″ N, 01° 26′ 57.71″ E / 42.5790472°N,1.4493639°E |        |
| Refugi de Coms de Jan             | 2218 m. | lliure    | Canillo             | 42° 37′ 06.42″ N, 01° 38′ 19.66″ E / 42.6184500°N,1.6387944°E |        |
| Refugi dels Cortals de Sispony    | 1660 m. | privat    | La Massana          | 42° 31′ 37.56″ N, 01° 29′ 11.09″ E / 42.5271000°N,1.4864139°E |        |
| Borda de Coruvilla                | 1862 m. | lliure    | La Massana          | 42° 35′ 10.92″ N, 01° 28′ 06.14″ E / 42.5863667°N,1.4683722°E |        |
| Refugi de les Agols               | 2250 m. | lliure    | Escaldes-Engordany  | 42° 30′ 40.20″ N, 01° 36′ 31.92″ E / 42.5111667°N,1.6088667°E |        |
| Cabana dels Estanys               | 2435 m. | precari   | Escaldes-Engordany  | 42° 29′ 26.65″ N, 01° 38′ 56.01″ E / 42.4907361°N,1.6488917°E |        |
| Refugi dels Estanys d'Ensagents   | 2420 m. | lliure    | Encamp              | 42° 31′ 01.26″ N, 01° 38′ 31.37″ E / 42.5170167°N,1.6420472°E |        |
| Cabana d'Estall Serrer            | 2076 m. | precari   | Escaldes-Engordany  | 42° 29′ 04.94″ N, 01° 36′ 44.28″ E / 42.4847056°N,1.6123000°E |        |
| Refugi d'Estanys Forcats          | 2630 m. | precari   | La Massana          | 42° 35′ 53.70″ N, 01° 27′ 00.22″ E / 42.5982500°N,1.4500611°E |        |
| Refugi de Fontverd                | 1830 m. | lliure    | Escaldes-Engordany  | 42° 29′ 31.43″ N, 01° 35′ 40.32″ E / 42.4920639°N,1.5945333°E |        |
| Cabana de la Farga                | 2008 m. | precari   | Escaldes-Engordany  | 42° 29′ 23.41″ N, 01° 36′ 25.92″ E / 42.4898361°N,1.6072000°E |        |
| Refugi de Francolí                | 1825 m. | lliure    | Sant Julià de Lòria | 42° 29′ 23.73″ N, 01° 25′ 34.68″ E / 42.4899250°N,1.4263000°E |        |
| Refugi de l'Illa                  | 2517 m. | guardat   | Encamp              | 42° 29′ 41.95″ N, 01° 39′ 23.12″ E / 42.4949861°N,1.6564222°E |        |
| Refugi de Juclar                  | 2310 m. | guardat   | Canillo             | 42° 36′ 26.17″ N, 01° 42′ 56.44″ E / 42.6072694°N,1.7156778°E |        |
| Refugi de la Portella             | 2240 m. | lliure    | Canillo             | 42° 34′ 19.30″ N, 01° 43′ 13.88″ E / 42.5720278°N,1.7205222°E |        |
| Refugi de les Fonts               | 2220 m. | lliure    | La Massana          | 42° 35′ 24.37″ N, 01° 28′ 44.32″ E / 42.5901028°N,1.4789778°E |        |
| Cabana Maiana                     | 2375 m. | precari   | Escaldes-Engordany  | 42° 28′ 39.38″ N, 01° 35′ 19.13″ E / 42.4776056°N,1.5886472°E |        |
| Refugi de Montmalús               | 2440 m. | lliure    | Encamp              | 42° 29′ 57.05″ N, 01° 40′ 50.46″ E / 42.4991806°N,1.6806833°E |        |
| Cabana de Montmantell             | 2505 m. | precari   | La Massana          | 42° 36′ 03.10″ N, 01° 28′ 10.72″ E / 42.6008611°N,1.4696444°E |        |
| Cabana de Perafita                | 2201 m. | precari   | Escaldes-Engordany  | 42° 28′ 52.01″ N, 01° 34′ 32.50″ E / 42.4811139°N,1.5756944°E |        |
| Refugi de Perafita                | 2200 m. | lliure    | Escaldes-Engordany  | 42° 28′ 46.99″ N, 01° 34′ 41.70″ E / 42.4797194°N,1.5782500°E |        |
| Refugi del Pla de les Pedres      | 2150 m. | lliure    | Encamp              | 42° 33′ 13.21″ N, 01° 40′ 44.03″ E / 42.5536694°N,1.6788972°E |        |
| Refugi del Pla de l'Estany        | 2030 m. | lliure    | La Massana          | 42° 35′ 38.47″ N, 01° 27′ 37.90″ E / 42.5940194°N,1.4605278°E |        |
| Cabana del Pla de la Vaca Morta   | 1791 m. | lliure    | Canillo             | 42° 33′ 59.45″ N, 01° 45′ 28.24″ E / 42.5665139°N,1.7578444°E |        |
| Refugi de Prat Primer             | 2215 m. | lliure    | Andorra la Vella    | 42° 28′ 42.51″ N, 01° 33′ 01.05″ E / 42.4784750°N,1.5502917°E |        |
| Refugi de Rialb                   | 2020 m. | lliure    | Ordino              | 42° 38′ 25.26″ N, 01° 33′ 40.44″ E / 42.6403500°N,1.5612333°E |        |
| Refugi de Riba Escorjada          | 2040 m. | lliure    | Canillo             | 42° 33′ 57.36″ N, 01° 38′ 26.76″ E / 42.5659333°N,1.6407667°E |        |
| Refugi del Riu dels Orris         | 2230 m. | lliure    | Escaldes-Engordany  | 42° 29′ 06.10″ N, 01° 38′ 23.12″ E / 42.4850278°N,1.6397556°E |        |
| Refugi de Roca de Pimes           | 2170 m. | lliure    | Sant Julià de Lòria | 42° 26′ 01.24″ N, 01° 32′ 08.74″ E / 42.4336778°N,1.5357611°E |        |
| Cabana del Serrat de la Barracota | 2175 m. | precari   | Escaldes-Engordany  | 42° 28′ 56.20″ N, 01° 37′ 45.78″ E / 42.4822778°N,1.6293833°E |        |
| Cabana de la Serrera              | 2250 m. | precari   | Ordino              | 42° 37′ 16.12″ N, 01° 34′ 47.19″ E / 42.6211444°N,1.5797750°E |        |
| Cabana de Setut                   | 2277 m. | precari   | Escaldes-Engordany  | 42° 28′ 57.21″ N, 01° 38′ 32.11″ E / 42.4825583°N,1.6422528°E |        |
| Cabana de Siscaró                 | 2508 m. | precari   | Canillo             | 42° 35′ 08.57″ N, 01° 42′ 56.99″ E / 42.5857139°N,1.7158306°E |        |
| Refugi de Siscaró                 | 2180 m. | lliure    | Canillo             | 42° 35′ 41.54″ N, 01° 42′ 21.45″ E / 42.5948722°N,1.7059583°E |        |
| Refugi de la Vall del Riu         | 2180 m. | lliure    | Ordino              | 42° 35′ 44.31″ N, 01° 36′ 47.42″ E / 42.5956417°N,1.6131722°E |        |